# Matjaž Rozman
Matjaž Rozman, slovenski nogometaš, * 3. januar 1987, Ptuj.
Rozman je karieri začel v klubu Aluminij leta 2005 v drugi slovenski ligi. v prvi slovenski ligi je prvič nastopil leta 2007 za Interblock. Med letoma 2010 in 2011 je igral za drugo ekipo SpVgg Greuther Fürth v drugi nemški ligi, od leta 2016 do 2025 pa je branil za Celje. Leta 2025 se je vrnil v Aluminij.
Za slovensko reprezentanco do 21 let je v letih 2008 in 2009 odigral pet uradnih tekem.